# Schaduwlibellen
De schaduwlibellen (Caliaeschna) vormen een geslacht van echte libellen uit de familie van de glazenmakers (Aeshnidae).

## Soorten
- Caliaeschna microstigma (Schneider, 1845) – Schaduwlibel